# Cowboy Commandos
Cowboy Commandos è un film del 1943 diretto da S. Roy Luby.
È un film western statunitense con Ray Corrigan (accreditato come Ray 'Crash' Corrigan), Dennis Moore (accreditato come Denny Moore) e Max Terhune (accreditato come Max 'Alibi' Terhune). Fa parte della serie di 24 film western dei Range Busters, realizzati tra il 1940 e il 1943 e distribuiti dalla Monogram Pictures.

## Produzione
Il film, diretto da S. Roy Luby su una sceneggiatura di Elizabeth Beecher con il soggetto di Clark L. Paylow, fu prodotto da George W. Weeks per la Monogram Pictures tramite la società di scopo Range Busters e girato nel ranch di Corriganville a Simi Valley in California nel marzo del 1943. Il brano della colonna sonora I'll Get the Fuerher Sure as Shootin fu composto da Johnny Lange (parole e musica).

## Distribuzione
Il film fu distribuito negli Stati Uniti dal 4 giugno 1943 al cinema dalla Monogram Pictures. È stato distribuito anche in Grecia con il titolo Cow-boy kommandos.

## Promozione
La tagline è: "RANGE SHOCK TROOPS BLAST AXIS KILLERS!".